# Кристалл-балалайка
«Криста́лл-балала́йка» — российская фолк-роковая группа.

## История
Группа «Кристалл-балалайка» создана в Саратове Сергеем Рябовым в 1993 году на основе участников местных музыкальных школ. Сначала группа была исключительно инструментальной, но затем стала также и вокальной. В марте 1996 года на конкурсе в Самаре исполнителей на народных инструментах ансамбль был признан победителем. С того момента группа стала работать как профессиональный коллектив.
В 1997—1999 годах группа вместе с губернатором Саратовской области Дмитрием Аяцковым группа представляла Россию в странах ближнего Зарубежья (Украина, Белоруссия, Грузия, Азербайджан). C 1998 года «Кристалл-Балалайка» сотрудничает с Саратовским отделением Российского Фонда Мира, который помогает группе устраивать зарубежные гастроли (в Болгарии, США).
В 2001 и 2003 году «Кристалл-Балалайка» с успехом гастролировал в Болгарии (Албена, Золотые Пески, Кранево, Добрич, Варна, Балчик). В 2001—2005 годах группа гастролировала с концертами в США, где выступала только перед англоязычной аудиторией. Все музыканты ансамбля были объявлены почетными гражданами города Фармерс-Бренч.
В 2002 году ансамбль проводил гастроли в Германии (Ганновер, Гамбург, Хильдесхайм, Целле), где пользовался большим успехом. В апреле 2004 года группа провела серию концертов в Венгрии. Впоследствии концерты в Венгрии были проведены в 2005 и 2006 году. В январе 2008 года группа стала победителем музыкального конкурса «InterZvezda-2007».

### Сегодня
При группе существует детский ансамбль «Гусята».
Группа записала саундтреки к мультфильмам «Дорожные жалобы» (2006), «Страсти по Шагалу» (2007), «Небесные качели» (2008).

## Фестивали
Участник фестивалей:
- «Рождественские каникулы» (Москва, 1993, 1994, 1996)
- «Русские вечера на Кипре» (Лимасол, 1994)
- «Славянский Базар» (1998),
- «Amazing Grace Bluegrass Festival» (Северная Каролина, США, 2001),
- «Варненское лето» (Варна, 2003),
- «Русская зима» (Даллас, 2003, 2005, 2009),
- «Ярмарка талантов» — Первый Всероссийский конкурс артистов эстрады (Москва, 2004),
- «Международный фестиваль фольклора» (Шарвар, Венгрия, 2005, 2006),
- «Gruene Woche» — Мировая аграрная выставка (Берлин, 2009),[1]

## Состав
- Сергей Рябов — художественный руководитель, гармонь, баян, вокал
- Сергей Карпов — балалайка-прима, вокал
- Елена Чернова — домра, вокал
- Алексей Живайкин — барабаны, флейта, вокал
- Алевтина Пиганова — вокал
- Александр Щербаков — гитара, вокал
- Игорь Морозов — балалайка-контрабас
- Михаил Оксин — звукорежиссёр группы, администратор сайта www.balalayka.ru

## Дискография
- 2000 — Гуляю-гуляю
- 2004 — От ворот поворот
- 2005 — Балаlife
- 2006 — Помню я[3]

## Фильмография
- 2007 — Страсти по Шагалу